# Montecrestese
Montecrestese je obec v provincii Verbano-Cusio-Ossola v italském regionu Piemont. Nachází se asi 140 kilometrů severovýchodně od Turína a asi 35 kilometrů severozápadně od Verbania, na hranici se Švýcarskem. K 31. prosinci 2004 žilo v obci 1 197 obyvatel.  Rozloha obce je 86,4 km².
Obec sousedí s následujícími obcemi: Campo (Vallemaggia) (na území Švýcarska), Crevoladossola, Crodo, Masera, Premia a Santa Maria Maggiore.